# 무을초등학교 안곡분교
무을초등학교 안곡분교는 경상북도 구미시 무을면 안곡지길 11-7 (안곡리)에 있었던 초등학교 분교이다.

## 연혁
- 1957. 07. 01. 무을국민학교 안곡분교로 설립 인가
- 1963. 06. 29. 안곡국민학교로 설립 인가
- 1989. 03. 01. 구미시교육청 지정 연구 학교 (개념화 탈피를 위한 아동화 지도)
- 1994. 03. 01. 무을국민학교 안곡분교장 격하
- 1999. 02. 28. 무을초등학교 안곡분교장 폐교